# Jati Mulya
Jati Mulya is een bestuurslaag in het regentschap Tangerang van de provincie Banten, Indonesië. Jati Mulya telt 7427 inwoners (volkstelling 2010).